# Mittie Island
Mittie Island är en ö i Kanada.   Den ligger i territoriet Nunavut, i den nordöstra delen av landet, 3 500 km norr om huvudstaden Ottawa. Arean är 8,0 kvadratkilometer.
Terrängen på Mittie Island är lite kuperad. Öns högsta punkt är 578 meter över havet. Den sträcker sig 8,4 kilometer i nord-sydlig riktning, och 2,7 kilometer i öst-västlig riktning.